# Calycogonium domatiatum
Calycogonium domatiatum är en tvåhjärtbladig växtart som beskrevs av Ignatz Urban och Erik Leonard Ekman. Calycogonium domatiatum ingår i släktet Calycogonium och familjen Melastomataceae. Inga underarter finns listade i Catalogue of Life.